# Бланка Анжуйская (королева Арагона)
Бла́нка Анжуйская (1280 — 14 октября 1310, Барселона; итал. Bianca d'Angiò) — вторая жена короля Хайме II Арагонского.
Бланка была дочерью Карла II Неаполитанского и Марии Венгерской. Её дедом по отцовской линии был Карл I Анжуйский, бабушкой по отцовской линии — Беатриса Прованская, дедушкой по матери — венгерский король Иштван V, бабушкой по матери — его жена Элизабет, дочь вождя куман Кётена. Похоронена в монастыре Сантес-Креус.

## Семья
Бланка вышла за Хайме 1 ноября 1295 года. У них было десять детей:
- Хайме (29 сентября 1296 — июль 1334, Таррагона). В 1319 году отказался от своих прав на престол и стал монахом, отказавшись жениться на Элеоноре Кастильской.
- Альфонсо (1299 — 24 января 1336). В 1327 году стал королём Арагона и правил до своей смерти.
- Мария (1299—1316, Сиена). Вышла замуж за Педро Кастильского.
- Констанция (1 апреля 1300, Валенсия — 19 сентября 1327). Вышла замуж за Хуана Мануэля.
- Хуан (1304 — 19 августа 1334, Сарагоса). Стал в 1318 году первым архиепископом Толедо и Таррагоны, в 1328 — патриархом Александрийским.
- Изабелла (1305 — 12 июля 1330, Штирия). Вышла замуж за Фридриха I Австрийского.
- Пере (1305 — 4 ноября 1381, Пиза). Был графом Рибаргосы и Прадеса.
- Бланка (1307—1348, Барселона). Была принцессой Сиксенской.
- Рамон Беренгер (август 1308—1366, Барселона). Был графом Эмпурийским и бароном Эхерикским.
- Виоланта (октябрь 1310, Барселона — 19 июля 1353, Педрола). Вышла замуж за Филипа, деспота Романьи; второй брак — с Лопе де Луна.